# Governatorato di Tozeur
Il governatorato di Tozeur è uno dei 24 governatorati della Tunisia. Venne istituito nel 1980 e si trova nella parte sudoccidentale del paese, al confine con l'Algeria; suo capoluogo è Tozeur.